# Van Aerssen

Familiewapen van Van Aerssen

Het geslacht Van Aerssen (later: Van Aerssen Beijeren van Voshol) was een van oorsprong uit de Zuidelijke Nederlanden komend geslacht waarvan leden in 1814 tot de adel van het Koninkrijk der Nederlanden ging behoren. Een tak behoort tot de Belgische adel.

## Geschiedenis
De stamreeks begint met Cornelis van Aerssen (1543-1627). De Van Aerssens behoorden tot de rijkste families in de Gouden Eeuw. Hoewel de Van Aerssens niet van adel waren werden zij door de prins van Oranje in de Ridderschap van Holland geplaatst. Met drie zonen van de stamvader, François, Jacques en Jehan ontstonden de drie takken van dit geslacht: Sommelsdijk, Triangel (later: Voshol) en Wernhout. Alleen de middelste tak bloeit nog, de andere twee zijn uitgestorven.
In 1814 werd een lid benoemd in de moderne Ridderschap van Holland waarmee hij en zijn nageslacht tot de Nederlandse adel gingen behoren. In 1822 werd aan leden de titel van baron(es) verleend. Een nakomeling liet zich naturaliseren tot Belg waardoor een tak tot de Belgische adel behoort.

## Tak Sommelsdijk
- Cornelis van Aerssen (1543-1627) was een capabel jurist, geboren in Antwerpen en in 1574 als pensionaris van Brussel aangetreden. Hoewel in geloofszaken tolerant verzette hij zich tegen iedere verzoening met Filips II. Cornelis van Aerssen was in Delft op de dag dat Willem van Oranje werd vermoord. Hij maakte vervolgens de legendarische, laatste woorden van Willem de Zwijger bekend. Cornelis van Aerssen werd in 1584 als griffier van de Staten-Generaal benoemd, maar bleef in Brussel wonen, wat hem toen verdacht maakte. Robert Dudley, de graaf van Leicester, was van zijn advies afhankelijk. In 1623 nam hij afscheid van de Haagse politiek.
  - François van Aerssen (1572-1641), tussen 1598 en 1613 gezant in Parijs, kwam vanwege zijn gedwongen vertrek in conflict met Johan van Oldebarneveldt. Hij hielp prins Maurits van Oranje in 1618 bij het reorganiseren van de vroedschappen. In 1618 werd hij een tegenstander van Van Oldenbarnevelt, zijn voormalige patroon. De schatrijke François van Aerssen was betrokken bij de opvoeding van Constantijn Huygens. Hij werd in 1605 verheven in de Franse adelstand met de titel ridder[4], in 1636 kreeg hij de titel baron. 
    - Cornelis van Aerssen (1600-1662) was gouverneur van Nijmegen en de boezemvriend van stadhouder Willem II en hielp hem bij de aanval op de stad Amsterdam in 1650, maar verdwaalde tijdens een onweer. Na de aanslag op Amsterdam verloor Cornelis van Aerssen zijn zetel in de Ridderschap.
      - Veronica van Aerssen (1633-1701), gehuwd met Alexander Bruce, 2e graaf van Kincardine (1629-1680), overgrootouders van James Boswell, 9e laird van Auchinleck (1740-1795).
      - Cornelis van Aerssen van Sommelsdijck, heer van Sommelsdijck, Bommel, de Plaat, Spijck (1637-1688) was een voormalig kolonel der cavalerie. Hij was gouverneur van Suriname van 28 november 1683 tot de dag waarop hij werd vermoord. Van Aerssen was gelieerd aan de markies van Saint André Montbrun, gelegen aan de voet van de Mont Ventoux, via zijn vrouw, de dochter van een roemruchte Franse militair, Alexander du Puy.[5]
        - François van Aerssen van Sommelsdijck (1669-1740), militair
          - François Cornelis van Aerssen van Sommelsdijck (1725-1793), militair

      - Anna van Aerssen van Sommelsdijk (1640-ca. 1711)
      - Françoise van Aerssen (1642-1720), gehuwd met Hendrik van Nassau-Ouwerkerk. Het paar bewoonde Downing Street 10.

## Tak Triangel, later: Voshol
Cornelis van Aerssen (1543-1627), bestuurder en diplomaat
- Jacques van Aerssen, heer van Triangel (1576-1660), raadsheer en president van Raad en leenhof van Brabant; trouwde met Maria van der Veecken (1580-1653), dochter van Johan van der Veecken, heer van Triangel, Capelle en Nieuwerkerke
  - Emmerentia van Aerssen (1609-1670); trouwde in 1630 met Adriaan Cuyk van Meteren, heer van Meteren en Kerkwijk (†1672); na het kinderloos overlijden van hun zoon Jacob van Cuyk in 1694 ging Meteren over aan zijn neef Cornelis van Aerssen
  - Johan Baptista van Aerssen, heer van Triangel (1614-1656), raadsheer en president van Raad en leenhof van Brabant; trouwde in 1640 met Maria Hack, vrouwe van Hoogerheyden en Half-Ossendrecht (1617-1688), dochter van Pieter Hack, heer van Hoogerheyden
    - Cornelis van Aerssen, heer van Hoogerheyden en Half-Ossendrecht, Meteren, Triangel en Voshol (1646-1728), ontvanger-generaal van Holland, Zeeland en Westfriesland, kocht in 1710 de heerlijkheid Voshol
      - Cornelis van Aerssen, heer van Voshol, Hoogerheyden, Aarlanderveen, Half-Ossendrecht, Meteren en Triangel (1698-1766), hoogheemraad en baljuw; trouwde in 1719 met Anna Albertina van Beijeren van Schagen (1699-1762)
        - Albrecht Nicolaas van Aerssen Beijeren, heer van Voshol, Meteren, Hoogerheyden, Geldermalsen en Triangel (1723-1805), hoogheemraad, luitenant-generaal, commandeur van Deventer; trouwde in 1749 met (1) Agneta Sylvius, vrouwe van Heemstede en Rietwijk (1719-1760), en in 1761 (2) Josina Mechteld Anna Bentinck (1726-1790). De Roosendaalse vrijmetselaarsloge Van Aerssen Beyeren[6] uit 1977 is naar hem vernoemd.
          - (2) Cornelis van Aerssen Beijeren, heer van Voshol (1762-1791), secretaris van Politie te Kaap de Goede Hoop
            - Albrecht Nicolaas van Aerssen Beijeren van Voshol (1786-1834), militair, werd in 1814 benoemd in de ridderschap van Holland onder de naam Van Aerssen Beijeren van Voshol. In 1822 werd hij erkend in de erfelijke adel van het Verenigd Koninkrijk der Nederlanden met de titel van baron. Hij trouwde met (1) Elisabeth Catharina Greven (1792-1819) en met (2) Antoinette Rigano (1798-1875).
              - (1) Wilhelmina Louise barones van Aerssen Beijeren van Voshol (1819-1849), gehuwd met Jan Arend Godert de Vos van Steenwijk (1818-1905), Commissaris des Konings in Utrecht.
              - (2) Agatha Maria Françoise barones van Aerssen Beijeren van Voshol (1825-1917); gehuwd met haar zwager Jan Arend Godert de Vos van Steenwijk (1818-1905), Commissaris des Konings in Utrecht
              - (2) François baron van Aerssen Beijeren van Voshol 1832-1906 (R.M.W.O.), kolonel infanterie, tr. 1878 Sophia Wilhelmina Vrolik 1845-1923
                - François Cornelis baron van Aerssen Beijeren van Voshol 1883-1968 (C.O.N.,R.N.L.,R.M.W.0.4), consul-generaal te Hamburg 1928-1939, gezant in Iran 1940-42, ambassadeur in Australië 1942-1937, in China 1947-1951, lid Raad van State 1951-1958, tr. 1921 Ima Annioeta barones van Asbeck, 1896- 1968
                  - Mr. Marnix baron van Aerssen Beijeren van Voshol (O.O.N.), 1937-2020, ambassadeur in Trinidad en Tobago 1998-2001

          - (2) Hendrik Adolf Ernst baron van Aerssen Beijeren (1763-1825), heer van Triangel
            - Coenraad Albert Johannes Cornelis baron van Aerssen Beijeren (1819-1838), heer van Triangel, page van koning Willem I

      - Josina Anna Petronella van Aerssen (1733-1797), componiste en miniaturiste; trouwde in 1768 met Carel des H.R.Rijksbaron van Boetzelaer, luitenant-generaal